# Andrzej Misiołek
Andrzej Kazimierz Misiołek (ur. 30 listopada 1961 w Namysłowie) – polski polityk, nauczyciel akademicki, doktor habilitowany nauk humanistycznych, senator VII, VIII i IX kadencji.

## Życiorys

### Wykształcenie i działalność naukowa
W 1985 ukończył studia na Wydziale Matematyki, Fizyki i Chemii Uniwersytetu Śląskiego. W latach 1982 do 1987 pracował na tym samym wydziale jako asystent.
W latach 1987–1992 pracował jako starszy asystent w Centrum Chemii Polimerów PAN w Zabrzu, gdzie jednocześnie wykonywał pracę doktorską pod kierunkiem profesora Zbigniewa Jedlińskiego. W 1992 obronił pracę doktorską pt. Reakcje wybranych beta-laktonów, ketonów i oksetanu z anionami potasu w tetrahydrofuranie. W 1992 wrócił na swoją macierzystą uczelnię, gdzie pracował na stanowisku adiunkta do 1999. W 1998 związał się z Górnośląską Wyższą Szkołą Pedagogiczną im. Kardynała Augusta Hlonda w Mysłowicach, gdzie kolejno był p.o. rektora, prorektorem ds. ogólnych (1999–2001) i rektorem (2001–2005). Od 1988 pracował także w Wyższej Szkole Ekonomii i Administracji w Bytomiu, gdzie sprawował funkcję kierownika Zakładu Ochrony Środowiska i dyrektora ds. organizacji i rozwoju.
W latach 2001–2005 pracował też na Akademii Świętokrzyskiej (w filii w Piotrkowie Trybunalskim). Od 2005 pracuje w Górnośląskiej Wyższej Szkole Handlowej im. Wojciecha Korfantego w Katowicach, gdzie został prodziekanem na Wydziale Turystyki i Promocji Zdrowia i kierownikiem Katedry Pedagogiki, oraz w Wyższej Szkole Zarządzania Ochroną Pracy w tym samym mieście jako wykładowca. W 2007 uzyskał stopień naukowy doktora habilitowanego nauk humanistycznych.
Jest autorem i redaktorem publikacji książkowych, a także autorem kilkudziesięciu publikacji naukowych. Został członkiem władz Stowarzyszenia na Rzecz Wolnej Edukacji, członkiem Polskiego Towarzystwa Chemicznego, Górnośląskiego Towarzystwa Przyjaciół Nauk oraz Słowackiego Towarzystwa Filozoficznego.
W późniejszych latach został nauczycielem chemii w Prywatnej Szkole Podstawowej „Twoja Przyszłość” nr 5 w Sosnowcu.

### Działalność polityczna
W latach 1980–1985 był członkiem Niezależnego Zrzeszenia Studentów oraz członkiem Samorządu Studentów Uniwersytetu Śląskiego.
W latach 1993–2005 należał do Unii Polityki Realnej. Był kolejno prezesem koła bytomskiego, prezesem okręgu śląskiego i członkiem rady głównej tej partii. Z list UPR kandydował bez powodzenia do Sejmu w 1991, 1993 i 1997 oraz do Parlamentu Europejskiego w 2004. W tym samym roku był kandydatem na senatora w wyborach uzupełniających do Senatu w okręgu katowickim. W lutym 2005 odszedł z UPR, przystępując do Platformy Obywatelskiej. Z listy tej partii kandydował bez powodzenia w wyborach do Sejmu w 2005, od 2006 zasiadał we władzach regionalnych PO.
W wyborach parlamentarnych w 2007 z ramienia Platformy Obywatelskiej został wybrany do Senatu RP VII kadencji w okręgu gliwickim, otrzymując 129 826 głosów. Zasiadł w Komisji Nauki, Edukacji i Sportu oraz Komisji Rolnictwa i Ochrony Środowiska. W 2011 z powodzeniem ubiegał się o reelekcję, w nowym okręgu nr 71 dostał 49 705 głosów. W 2015 został ponownie wybrany na senatora (tym razem w okręgu nr 80), otrzymując 42 863 głosy. 13 grudnia 2017 wystąpił (razem z senatorem Leszkiem Piechotą) z Platformy Obywatelskiej i jej klubu parlamentarnego. Sześć dni później obaj senatorowie dołączyli do klubu parlamentarnego Prawa i Sprawiedliwości. W kwietniu 2018 Andrzej Misiołek został członkiem partii PiS.
W 2019 nie został wybrany na kolejną kadencję Senatu (kandydując ponownie z okręgu nr 71). W wyborach samorządowych w 2024 wystartował bez powodzenia na urząd prezydenta Bytomia z ramienia KKW Konfederacja i Bezpartyjni Samorządowcy.

## Odznaczenia
W 2017 odznaczony węgierskim Orderem Zasługi V klasy.